# Винона (Мисисипи)
Винона (енгл. Winona) град је у америчкој савезној држави Мисисипи.

## Демографија
По попису из 2010. године број становника је 5.043, што је 439 (-8,0%) становника мање него 2000. године.
| Група             | 2000.         | 2010.         |
| Белци             | 2.618 (47,8%) | 2.303 (45,7%) |
| Афроамериканци    | 2.781 (50,7%) | 2.664 (52,8%) |
| Азијати           | 27 (0,5%)     | 29 (0,6%)     |
| Хиспаноамериканци | 49 (0,9%)     | 25 (0,5%)     |
| Укупно            | 5.482         | 5.043         |